# Iglesia de San Juan Bautista (Ojojona)
La Iglesia de San Juan Bautista es la iglesia principal del Pueblo de Ojojona y una de las últimas obras arquitectónicas en el país durante el periodo colonial junto a la iglesia de Sabanagrande y el puente Mallol.

## Construcción
Ojojona tras ser fundada en 1579 por mineros españoles dedicados a los trabajos de las minas de oro y plata, poco a poco la zona empezó a poblarse y con ello nace la necesidad de tener que erigirse edificaciones religiosas. De estas primeras edificaciones no se sabe mucho similar al templo que precedía a la catedral de Tegucigalpa. Debido a esto en 1801 la arquidiócesis de Tegucigalpa ordena la construcción de una nueva iglesia en el pueblo que fuera resistente y que estuviese dedicada al santo patrono San Juan el Bautista, el cual se le celebra una feria patronal cada 24 de junio, su construcción inicia 1803 y se culminó en 1824, un año después de que los estados centroamericanos formasen la república federal de Centroamérica.

## Arquitectura
La Iglesia de san Juan Bautista cuenta con una arquitectura diferente a las demás construidas durante el periodo colonial, dado que presenta una fachada neoclásica en su exterior pero un retablo bañado en oro y pinturas religiosas barrocas en su interior. Presenta dos torres de campanario de dos pisos y su techo consta de vigas de madera de caoba sobre las que reposan las tejas.